# Stadio Trud (Tomsk)
Lo stadio Trud (in russo «Труд» стадион?) è uno stadio della città di Tomsk, in Russia.
Utilizzato per le partite di calcio, ospita le partite casalinghe del Tom' Tomsk. Ha una capienza di 10 028 posti a sedere.